# Burg Wöhr
Die Burg Wöhr, auch als Bürg, Beutelsburg, Birg und Schlössl bezeichnet, ist eine abgegangene Niederungsburg im Ortsteil Wöhr der niederbayerischen Stadt Neustadt an der Donau im Landkreis Kelheim von Bayern. Die Anlage wird als Bodendenkmal unter der Aktennummer D-2-7136-0226 im Bayernatlas als „Burgstall des Mittelalters“ geführt.

## Lage
Der Burgstall liegt ca. 300 m südlich am Westende von Wöhr und südlich der B 299 sowie nördlich eines ehemals hier vorbeifließenden Donauarms. Die Burg diente vermutlich dem Schutz eines nahen Donauübergangs, denn sie lag am Schnittpunkt der früheren Nibelungenstraße und einer von Regensburg aus nach Westen ziehenden Straße. Vermutlich sind diese Straßenzüge wegen Donaueinbrüchen verlegt worden und der neue Straßenschnittpunkt lag dann bei der Burg Trephenau und danach in Neustadt an der Donau.

## Beschreibung
Der Burgplatz besteht aus einer ovalen Kuppe mit einer maximalen Höhe von 2 m. Die grasbewachsene Burgfläche hat ein Ausmaß von ca. 62 × 55 m. Der flachgewölbter Burgstall lehnt sich im Süden und Südosten an die Reste eines nicht mehr bestehenden Donauarmes an, die heutigen Goldauseen. Westlich davon befinden sich Reste eines Wall-Grabensystems, und zwar ein etwa 2 m breiter Wassergraben, während die anderen Seiten des Burgstalls von einer bis zu 7 m breiten Bodenmulde umschlossen werden. In der 2. Hälfte des 19. Jahrhunderts sollen noch Mauerreste in bedeutsamer Höhe existiert haben, von denen Anfang des 20. Jahrhunderts nichts mehr zu sehen war. Ursprünglich bestand die Anlage aus einer Kernburg mit einer Vorburg, die voneinander durch Gräben und einem Wall getrennt waren.

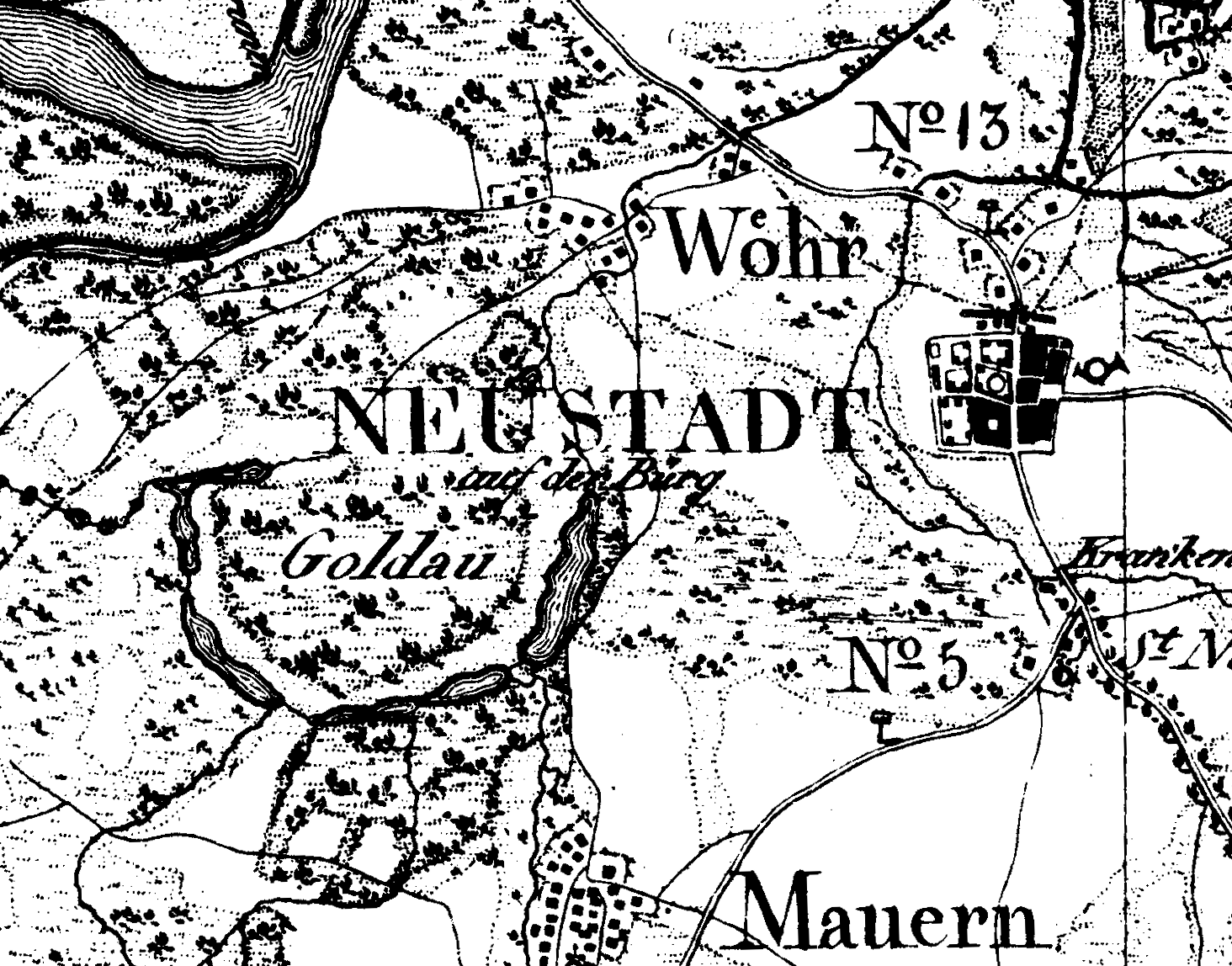
Lageplatz der Burg Wöhr

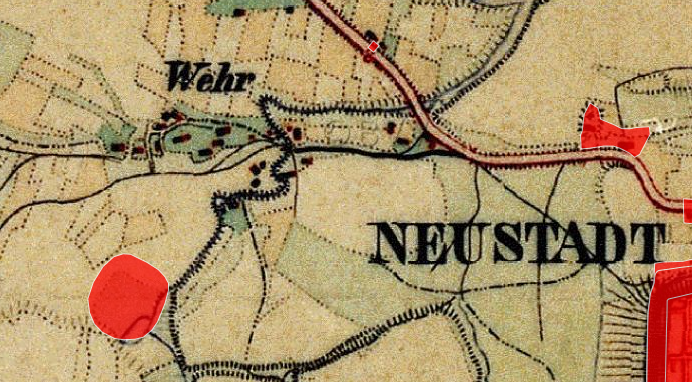
Lageplan der Burg Wöhr auf dem Urkataster von Bayern

## Geschichte
Ein Heinrich de Werth wird urkundlich erstmals 1099 erwähnt; es ist aber nicht sicher, ob dieser aus diesem Ort Wöhr stammte oder einem anderen Wöhr (etwa Ritterswörth oder die bei Münchsmünster gelegenen Orte Niederwöhr und Mitterwöhr). Nach Aufzeichnungen des Klosters Niederaltaich war aber die hiesige Birg Stammsitz eines Adelsgeschlechts, von denen ein Otto liber de Werde apud Heiligenstat zu den Großen des Landes zählte, deren Erbe an den Wittelsbacher Herzog Ludwig der Kelheimer bzw. dessen Sohn Otto fiel. Nach der von Karl Tyroller erstellten Genealogie der Herren von Wöhr treten diese seit dem 11. Jahrhundert auf, wobei der 1118 bezeugte Gottfried I. von Wöhr als Erbauer der Burg angesehen wird. Sein Nachfolger Gottfried II. hatte vier Söhne, mit denen dieses Geschlecht ausstarb. Davon wird Konrad von Wöhr zuletzt 1193 als Vogt von Kloster Weltenburg erwähnt; sein Bruder Otto wird 1217 ebenfalls als Vogt von Weltenburg genannt, Gottfried ist 1215 Bamberger Domherr und Ulrich von Wöhr ist noch 1227 Archidiakon im Bistum Regensburg. Deren Schwester Bertha von Wöhr war mit Wernher IV. von Laber verheiratet, dennoch fiel das Erbe nicht an die Herren von Laaber, sondern diese erhielten nur die Vogtei über das Kloster Weltenburg. Burg und Eigenbesitz der Herren von Wöhr gingen an die Wittelsbacher, die daraus das ampte zu Werde bildeten; aber bereits im zweiten Herzogsurbar, entstanden zwischen 1279 und 1284, besteht dieses nicht mehr, die Verwaltung der Güter war dem Amte Vohburg eingegliedert worden.
Mit dem Erlöschen des Geschlechts der Herren von Wöhr 1217 sowie dem Wegfall der Funktion der Burg zur Überwachung der Straßen wurde sie vermutlich spätestens mit der Verlegung des Amtssitzes nach Vohburg an der Donau aufgegeben und dem Verfall preisgegeben.